# Salmaniyya
La salmaniyya fou una antiga secta xiïta extremista que venerava el company de Mahoma Salman al-Farissí. S'esmenta la secta a Rayy i hauria operat als segles vii a ix, desapareixent després.